# 확률 게임

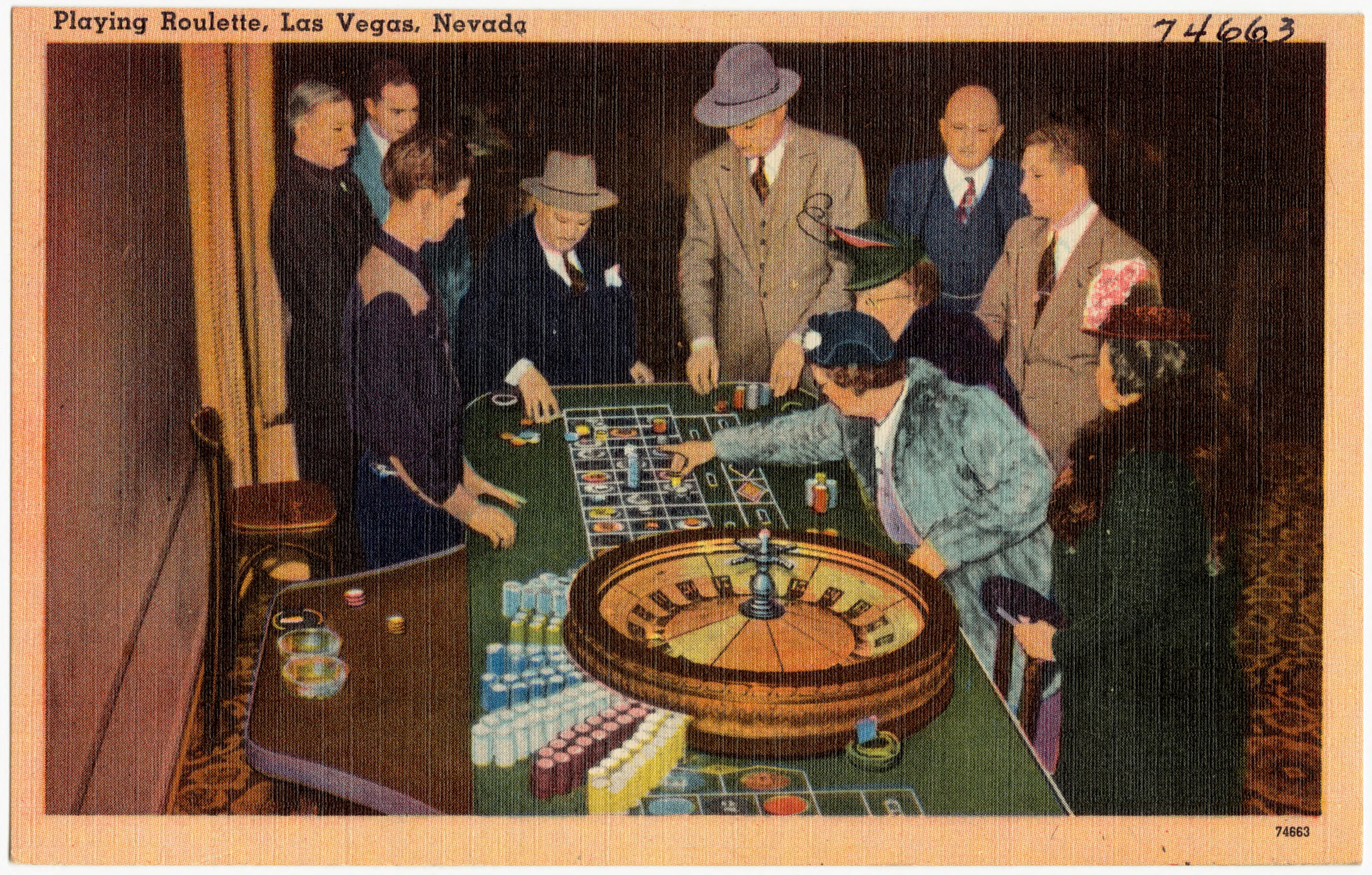
룰렛은 순수한 확률 게임이다. 어떤 전략도 플레이어에게 이점을 줄 수 없으며 결과는 무작위성에 의해 정해진다.

확률 게임은 기술 게임과 대조된다. 어떤 무작위 장치에 의해 결과가 강하게 영향을 받는 게임이다. 쓰이는 일반적인 장치에는 주사위, 팽이, 카드 놀이, 룰렛 바퀴 또는 상자에서 뽑은 번호가 매겨진 공이 포함된다. 확률 게임은 플레이어가 돈이나 금전적 가치가 있는 것을 지불하는 경우 도박으로 간주될 수 있다.
반면, 기술 게임은 결과가 확률이 아니라 주로 정신적 또는 육체적 기술에 의해 정해지는 게임이다.
확률 게임에는 약간의 기술 요소가 있을 수 있지만 일반적으로 운이 결과를 결정하는 데 더 큰 역할을 한다. 기술 게임에는 확률 요소가 있을 수 있지만 기술이 결과를 결정하는 데 더 큰 역할을 한다.
많은 사람들이 도박을 제한하는 법을 통과시켰음에도 불구하고 도박은 거의 모든 인간 사회에서 알려져 있다. 초기 사람들은 양의 발가락뼈를 주사위로 썼다. 어떤 사람들은 도박에 심리적 중독을 일으키고, 계속하기 위해 음식과 주거지까지 위험에 빠트린다.

## 기술
일부 확률 게임에는 어느 정도의 기술이 필요할 수도 있다. 블랙잭처럼 플레이어가 이전 또는 불완전한 지식을 기반으로 결정을 내릴 때 특히 그렇다. 룰렛과 바카라처럼 다른 게임에서 플레이어는 베팅 금액과 베팅하려는 항목만 선택할 수 있다. 나머지는 운에 달려 있으므로 이러한 게임은 여전히 소량의 기술이 필요한 확률 게임으로 간주된다. 일부 국가에서는 확률 게임이 불법이거나 적어도 규제되지만 기술 게임은 그렇지 않기 때문에 '확률'과 '기술'의 구분은 관련이 있다. 표준화된 정의가 없기 때문에, 예를 들어 포커는 독일에서 확률 게임으로 판정되었고, 적어도 한 명의 뉴욕주 연방 판사는 기술 게임으로 판정했다.

## 중독
확률 게임과 도박에 참여하는 사람들은 그에 대한 강한 의존성을 키울 수 있다. 이를 "병적 도박"의 정신병리학 (중독)이라고 한다. 정신분석가 에드먼드 베르글러에 따르면 병적 도박꾼의 6가지 특징이 있다:
1. 규칙적으로 플레이해야 한다: 여기서 문제는 대상이 "과하게" 하는지 아는가다.
2. 게임을 다른 모든 관심사보다 우선한다.
3. 반복되는 실패 경험으로 배우지 못하는 낙관주의가 있다.
4. 이길 때까지 멈추지 않는다.
5. 약속했던 예방책에도 불구하고 결국 너무 많은 위험을 감수한다.
6. 플레이 중 "황홀감" (떨리는 감각, 흥분, 긴장, 고통과 즐거움의 양방)의 주관적인 경험이 있다.

## 같이 보기
- 게임 분류
- 기술 게임
- 도박꾼의 파산
- 러시안 룰렛
- 몬티 홀 문제
- 확률 과정